# Keijo Weibel
Keijo Ari Weibel (* 29. November 2000 in Bern) ist ein schweizerisch-finnischer Eishockeyspieler, der seit Juli 2024 beim EHC Kloten aus der Schweizer National League unter Vertrag steht und dort auf der Position des Flügelstürmers spielt.

## Karriere
Weibel, der finnischer Abstammung ist, kam in Bern zur Welt. Er spielte Eishockey in der Nachwuchsbewegung des EHC Thun und wechselte 2013 in die Jugendabteilung des SC Langnau. Er entwickelte sich zum Juniorennationalspieler und wurde in der Saison 2017/18 erstmals bei den SCL Tigers in der National League eingesetzt.
In der Saison 2019/20 wurde er beim EHC Olten in der Swiss League eingesetzt, ehe er zur Folgesaion fester Bestandteil im Kader der Tigers wurde. Zur Saison 2024/25 wechselte er zum EHC Kloten, bei dem der Flügelstürmer einen Zweijahresvertrag unterzeichnete.

## Karrierestatistik
Stand: Ende der Saison 2024/25

### International
Vertrat die Schweiz bei:
- U18-Junioren-Weltmeisterschaft 2017
- U18-Junioren-Weltmeisterschaft 2018

(Legende zur Spielerstatistik: Sp oder GP = absolvierte Spiele; T oder G = erzielte Tore; V oder A = erzielte Assists; Pkt oder Pts = erzielte Scorerpunkte; SM oder PIM = erhaltene Strafminuten; +/− = Plus/Minus-Bilanz; PP = erzielte Überzahltore; SH = erzielte Unterzahltore; GW = erzielte Siegtore; 1 Play-downs/Relegation; Kursiv: Statistik nicht vollständig)